# Escola de Treino de Voo de Serviço N.º 4 da RAAF
A Escola de Treino de Voo de Serviço N.º 4 foi uma unidade de treino e instrução da Real Força Aérea Australiana (RAAF) que operou durante a Segunda Guerra Mundial. Formada em Fevereiro de 1941, começou a realizar voos no mês seguinte. Uma de oito escolas de treino de voo de serviço criadas pela RAAF para realizar o treino intermédio e avançado dos novos pilotos australianos, como acordado no Plano de Treino Aéreo da Comunidade Britânica, foi formada em Geraldton, na Austrália Ocidental, e operou aviões Avro Anson. Dois esquadrões de reserva foram criados a partir desta escola quando a Guerra do Pacífico começou, embora nunca tenham entrado em combate. A actividade de voo foi reduzida perto do final de 1943 e a escola foi dissolvida em Maio de 1945, tendo graduado mais de 1000 pilotos ao longo da sua história. Mais tarde foi recriada como Unidade de Base Operacional N.º 87, sendo posteriormente renomeada Unidade de Cuidado e Manutenção Geraldton em Maio de 1946. Em Setembro de 1947, a unidade foi dissolvida.

## História
Com o espoletar da Segunda Guerra Mundial o treino de tripulações da RAAF sofreu um aumento dramático, em resposta à participação da Austrália no Plano de Treino Aéreo da Comunidade Britânica. A instalação de treino de voo que existia antes da guerra, a Escola de Treino de Voo N.º 1 na Base aérea de Point Cook, foi substituída por doze escolas de treino de voo elementar, oito escolas de treino de voo de serviço e uma escola central de voo. As escolas de treino de voo elementar providenciavam treino de voo básico para futuros pilotos que, se fossem graduados nesta escola, passariam então para uma escola de treino de voo de serviço para receber treino e instrução mais avançada que se focava principalmente no voo operacional (ou voo de serviço). O curso na Escola de Treino de Voo de Serviço N.º 4 consistia tipicamente em duas vertentes, uma intermédia e uma avançada, e incluía técnicas como o manuseamento de instrumentos de voo, voo nocturno, acrobacias aéreas avançadas, voo em formação, bombardeamento de mergulho e manuseamento de armamento aeronáutico. A duração total do treino variou durante a guerra, consoante a necessidade de treino de tripulações aumentava ou diminuía. Inicialmente, o curso tinha a duração de 16 semanas, contudo posteriormente foi encurtado para 10 semanas (que incluíam 75 horas de voo de treino) em Outubro de 1940. Um ano depois foi aumentado para 12 semanas (incluindo 100 horas de voo de treino), sendo aumentado para 16 semanas dois meses depois. A duração do curso continuou constantemente a aumentar, até atingir o pico de 28 semanas em Junho de 1944.

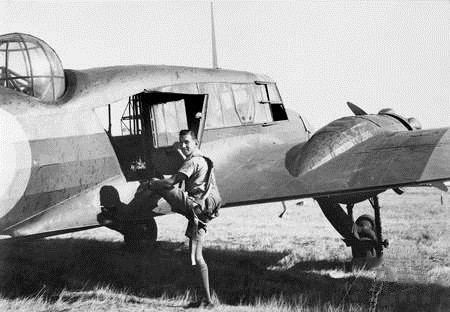
Piloto estudante da escola a embarcar num Anson, Março de 1942

A Escola de Treino de Voo de Serviço N.º 4 foi formada em Geraldton, na Austrália Ocidental, no dia 10 de Fevereiro de 1941, e ficou subordinada ao Comando da Área Ocidental. O seu primeiro comandante foi o Comandante de asa P. G. Heffernan. O aeroporto civil de Geraldton já tinha uma série de infraestruturas como uma grande pista de aterragem e descolagem, taxyway, hangares e edifícios, contudo era necessário construir mais edifícios para alojar o pessoal da RAAF (militares da unidade e respectivos alunos). As infraestruturas da RAAF ainda estavam em construção quando o primeiro curso de treino de voo começou no dia 10 de Março. Outro desafio que a escola enfrentou desde o começo relacionou-se com o equipamento. Todos os aviões Avro Anson da escola haviam sido doados de unidades que, de acordo com a Secção Histórica da RAAF, "de bom grado viram-se livres das suas velhas fuselagens"; isto, juntamente com a escassez de peças suplentes necessárias para manter as aeronaves operacionais, fez com que nos primeiros tempos houvesse poucas horas de voo disponíveis.
A escola recebia os alunos que se haviam graduado na Escola de Treino de Voo Elementar N.º 9 em Cunderdin, na Austrália Ocidental. Aproximadamente 60 novos alunos, dos quais esperava-se que cerca de 50 se graduassem, chegavam à escola a cada vinte e oito dias. A disciplina era rígida, com o intuito de diminuir ao máximo o número de acidentes, algo típico das escolas de treino de voo. Graças a esta disciplina, a escola não sofreu nenhum acidente fatal até um ano e meio depois de ter iniciado os cursos. Em Novembro de 1941 oito aviões Avro Anson da escola participaram numa missão de busca e salvamento de sobreviventes do HMAS Sydney. Nesta altura, a escola operava mais de cem aeronaves, incluindo dois aviões Fairey Battle e dois de Havilland Fox Moth. A nível de pessoal, a escola tinha 1475 elementos, incluindo 197 alunos. Com o espoletar da Guerra do Pacífico em Dezembro, as aeronaves da escola foram classificadas como "Segunda Linha (Reserva)" para a eventual defesa do espaço aéreo australiano. O Esquadrão N.º 68 e o Esquadrão N.º 69 (esquadrões de reserva) foram criados a partir da escola, contudo foram usados apenas para realizar missões de busca e salvamento, tendo sido dissolvidos em Fevereiro de 1943 sem ter combatido na guerra. No dia 30 de Setembro de 1942 um avião Anson da escola, operado pelo Esquadrão N.º 68, caiu a norte de Carnarvon; um tripulante faleceu e dois ficaram feridos. Entre Outubro de 1942 e Março de 1944, a escola foi comandada pelo veterano da Primeira Guerra Mundial e pioneiro da aviação civil Norman Brearley.

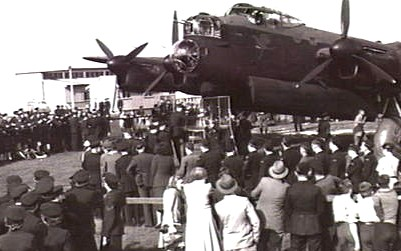
O Avro Lancaster "Queenie VI" na sua visita à escola, Agosto de 1943

No dia 21 de Julho de 1943 dois homens faleceram e três ficaram feridos quando um dos aviões Anson da escola embateu contra as árvores depois de ter descolado de um aeródromo satélite; um dos feridos mais tarde acabou por falecer. No dia 1 de Novembro quatro ocupantes de um Anson também faleceram, quando uma das asas se desintegrou em pleno voo depois de o piloto aparentemente se ter desorientado nas nuvens e ter lançado o avião num mergulho demasiado forte para a fuselagem. No final do ano, os cursos na escola começaram a abrandar, e em 1944 continuaram a diminuir. Em Dezembro de 1944 os cursos foram encerrados, de acordo com a re-organização do Esquema de Treino Aéreo do Império relativamente à parte australiana. A Escola de Treino de Voo de Serviço N.º 4 começou a ser dissolvida em Janeiro de 1945, como parte de uma redução geral na instrução de voo da RAAF, devido a um excedente de tripulações qualificadas, e em Maio a unidade deixaria de existir. Ao longo da sua história, a escola graduou mais de 1000 pilotos, entre os quais Dave Shannon, condecorado com a Ordem de Serviços Distintos pelo serviço prestado na Operação Chastise em Maio de 1943, e estabeleceu, de acordo com a Secção Histórica da RAAF, "um invejável recorde de segurança".
A Unidade de Base Operacional N.º 87 foi formada a partir do efectivo da Escola de Treino de Voo de Serviço N.º 4 no dia 1 de Junho de 1945, com o objectivo de administrar as infraestruturas da RAAF em Geraldton e cuidar das aeronaves depois do encerramento da escola. No dia 20 de Maio de 1946 a unidade foi dissolvida e reformulada como Unidade de Cuidado e Manutenção Geraldton. Esta nova unidade era uma de muitas unidades do género que a RAAF criou para cuidarem e manterem o excedente de aeronaves depois do final da guerra. No dia 5 de Setembro de 1947, a unidade foi dissolvida. A maior parte dos edifícios construídos para a RAAF durante da guerra foram a leilão e deixaram de ser da RAAF por volta da mesma altura, efectivando o abandono do local pela força aérea. Para celebrar a existência da escola, foi erigido um memorial no Aeroporto e Geraldton, composto pela asa de um Anson.

## Comandantes
A Escola de Treino de Voo de Serviço N.º 4 foi comandada pelos seguintes oficiais:
| Início de funções      | Patente e nome                    |
| ---------------------- | --------------------------------- |
| 10 de Março de 1941    | Comandante de asa P. G. Heffernan |
| 3 de Fevereiro de 1942 | Comandante de asa J. R. Fleming   |
| 14 de Outubro de 1942  | Capitão de grupo N. Brearley      |
| 1 de Março de 1944     | Comandante de asa D. R. Chapman   |